# Озальп, Кязым
Кязым Озальп (тур. Kâzım Özalp; 1881 или 1882, Кёпрюлю, Северная Македония, Османская империя — 6 июня 1968 года, Анкара, Турция) — турецкий военный и государственный деятель, председатель Великого национального собрания Турции (1924—1935).

## Биография
В 1902 г. окончил военную школу, а в 1905 г. — Военную академию. Начал службу в составе 36-го полка в Солониках, он присоединлся к партии «Единение и прогресс», участвовал в подавлении Восстания 31 марта (1909). Участник Балканских и Первой мировой войн, сражался против Российской империи на Кавказском фронте. В ноябре 1913 г. он был назначен командиром 1-го корпуса, а в марте 1914 г. — командиром полка жандармерии. В августе 1915 г. он был назначен командующим 36-й дивизией, в январе 1918 г. — командующим 37-й Кавказской дивизией, в конце декабря — командующим 60-й дивизией.
В 1917 г .ему было присвоено воинское звание полковника. Во время Война за независимость Турции в 1919 г. был назначен сначала командующим 61-й дивизией, а затем — командующим Северным фронтом. В 1920 г. возглавил подавление Восстаний Анзавура.
В 1921 г. он был назначен комендантом санджака Караси, в этой должности ему удалось освободить от оккупационных сил Измит и Адапазары. В Битве при Сакарье командовал 3-м корпусом, участник Битвs при Думлупынаре; за достигнутые успехи ему был присвоен воинский чин генерал-майора.
В 1922—1924 гг. — министр национальной обороны Турции, в 1924—1935 гг. — председатель Великого национального собрания, а с 1935 по 1939 г. — вновь министр обороны. В 1926 г. ему было присвоено звание генерал-лейтенанта.
Избирался депутатом Великого национального собрания 1-9-го созывов (с 1920 по 1954 гг.).
Автор монографии «Милли Мукаделе» («Национальная битва») (1971).
Состоял в Великой ложе вольных и принятых каменщиков Турции.

## Награды и звания
Турецкие:
- Орден Меджидие 1-й степени
- Военная медаль Османской империи
- Медаль Лиакат
- Медаль Имтияз
- Медаль независимости

Иностранные:
- Германский Железный крест 1-го и 2-го классов
- Австрийский орден Леопольда